# Anna van Hannover

Anna van Hannover, prinses van Oranje-Nassau door Bernardus Accama (1736).

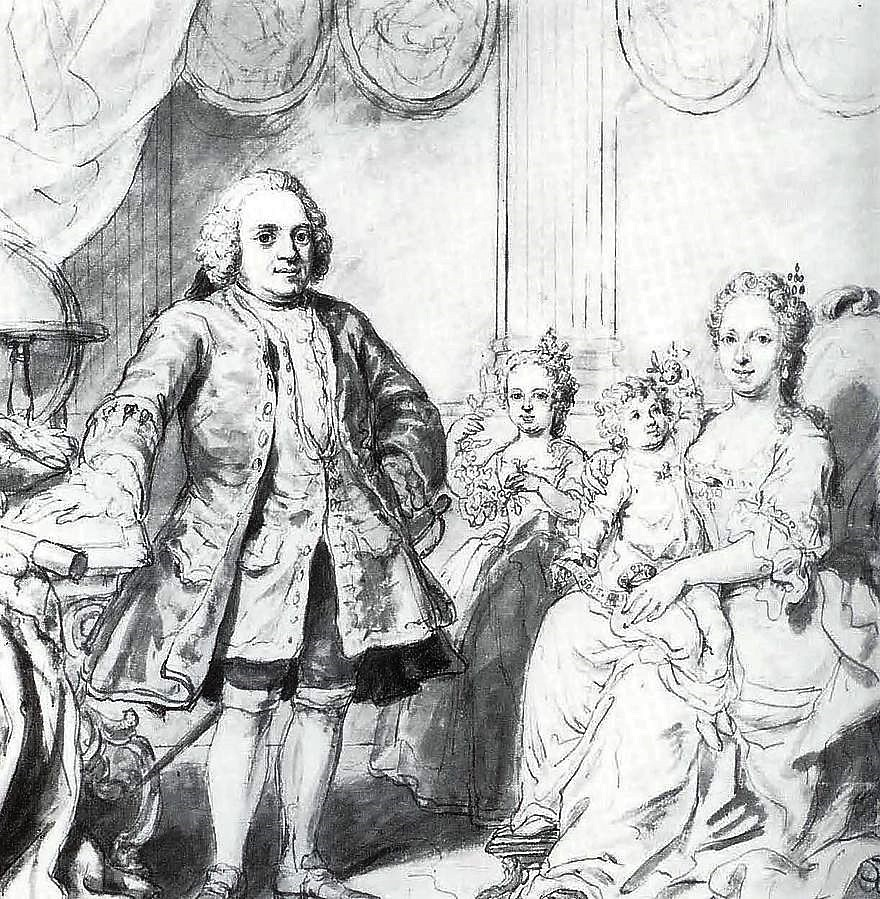
Anna met haar echtgenoot en kinderen, kort voor het overlijden van haar man.

wapen van Anne, the Princess Royal and Princess of Orange.

Anna van Hannover (kasteel Herrenhausen bij Hannover, 2 november 1709 – Den Haag, 12 januari 1759) was een Engelse prinses en regentes van de Nederlanden. Zij werd vooral bekend als vrouw van prins Willem IV, erfstadhouder van de Republiek der Zeven Verenigde Nederlanden.
In het Engels wordt zij als dochter van de koning aangeduid met Anne, Princess Royal and Princess of Orange. De titel Princess Royal voerde zij ook in Nederland nadat ze daarheen was verhuisd.

## Biografie

### Jeugd
Anna werd geboren als tweede kind en oudste dochter van de latere Britse koning George II en koningin Caroline van Brandenburg-Ansbach.
Omdat haar vader zich misdroeg nam Anna’s grootvader, Georg Ludwig (1660-1727), keurvorst van Brunswijk-Lüneburg, vanaf 1714 ook koning George I van Groot-Brittannië en Ierland, de opvoeding van zijn kleinkinderen op zich. Haar moeder mocht haar kinderen slechts beperkt bezoeken. Jane Temple werd aangesteld als gouvernante. Anna kreeg een brede intellectuele en kunstzinnige opleiding. Ze ging ook ivoorsnijden en barnsteen bewerken. Ze leerde klavecimbel spelen van Georg Friedrich Händel. Het is bekend dat zij in 1734 de beroemde castraat Farinelli begeleidde toen deze twee liederen van Händel uitvoerde op een avond voor het hof.
Na het overlijden van haar grootvader werd Anna’s vader in 1727 als George II koning van Engeland en kreeg Anna de titel princess royal.

### Huwelijk
In 1734 trad Anna van Hannover in het huwelijk met de latere Willem IV van Oranje-Nassau. De onderhandelingen voor dit huwelijk hadden zes of twaalf jaar geduurd. De oorzaak hiervan lag grotendeels op het internationale politieke vlak.
Na de dood van koning-stadhouder William/Willem III, tijdens het Tweede Stadhouderloze Tijdperk, waren Pruisische en ook Engelse diplomaten en juristen druk doende om voor hun vorst aanspraak te maken op de begerenswaardige titel Prins van Oranje, met alle hierbij behorende emolumenten en bezittingen. Toen stadhouder Willem Karel Hendrik Friso door de Pruisische koning uiteindelijk als prins van Oranje werd erkend, steeg zijn positie op de adellijke huwelijksmarkt in Europa aanzienlijk.
Staatsgezinde regenten in met name Holland vreesden dat het in Holland (en ook in Zeeland) volledig in 'dynastieke' rechten hersteld worden van de Friese, Groningse, Drentse en Gelderse stadhouder, en het sluiten van het huwelijk van hem met een telg van het regerend Huis Hannover van het machtige Koninkrijk Groot-Brittannië, uiteindelijk ten koste zou gaan van hun eigen macht.

Anna, die niet als een uitgesproken schoonheid bekendstond, was wel bereid om haar bruidegom ongezien te accepteren. De Engelse ambassadeur had haar ingefluisterd dat Willem niet zo onaantrekkelijk was als zij had gehoord. Haar toekomstige gemaal was echter ook geen schoonheid. 
Tijdens een feestconcert op 13 maart 1734, twaalf dagen voor de huwelijkssluiting werd een muzikaal cadeau voor het koppel ten gehore gebracht, gecomponeerd door de gevierde componist Händel: De Serenata Parnasso in festa (HWV 73).
Op 25 maart 1734 trouwde Anna in de Franse kapel van St. James's Palace in Londen met Willem Karel Hendrik Friso, prins van Oranje, graaf van Nassau-Dietz etc. - de latere (erf)stadhouder prins Willem IV van Oranje-Nassau. Bij het huwelijk werd opnieuw een compositie van Händel ten gehore gebracht, het speciaal voor deze gelegenheid gecomponeerde anthem This is the day which the Lord hath made (HWV 262).

### Vertrek naar Nederland
Na de huwelijkssluiting reisde zij met haar echtgenoot vanuit Londen over de Noordzee naar Nederland. De ontvangst was kil, want de regenten die aan de macht waren tijdens het Tweede Stadhouderloze Tijdperk zagen weinig heil in het versterken van de band met Engeland. Het paar reisde via Amsterdam per jacht over de Zuiderzee, om via Harlingen in Leeuwarden te belanden waar Anna het onderkomen van vele generaties Friese stadhouders uit het Huis Nassau-Dietz betrok: Het Stadhouderlijk Hof, vlak bij het oude stadhuis van de Friese hoofdstad.
In 1747 kwam er een eind aan het Tweede Stadhouderloze Tijdperk en werd haar echtgenoot benoemd tot erfstadhouder en tot kapitein-generaal en admiraal van de Unie werd benoemd - dus van de gehele Republiek der Zeven Verenigde Nederlanden. De stadhouderlijke familie verhuisde met vrijwel de gehele hofhouding (ca. 120 personen) van Leeuwarden naar Den Haag, naar paleis Huis ten Bosch. De stadhouderlijke kwartieren aan het Binnenhof functioneerden als representatieve ambtswoning.

### Gezin
Uit bewaard gebleven correspondentie blijkt dat prins Willem en prinses Anna elkaar als echtelieden warm en open bejegenden. Zij was geen schoonheid, maar hij ook niet. Hij was ‘hoog in de schouders’ en Anna’s zusters spraken over hem als le monstre. Anna gaf haar man de koosnaam Pépin of Pip.
Uit het huwelijk van Anne en Willem werden de volgende kinderen geboren:
- een doodgeboren dochter (19-12-1736), zij is bijgezet in Delft
- een doodgeboren dochter (1739)
- Carolina van Oranje-Nassau (1743-1787), gehuwd met Karel Christiaan van Nassau-Weilburg
- Anna van Oranje-Nassau (15 november - 29 december 1746)
- Willem Batavus van Oranje-Nassau  (1748-1806), de latere erfstadhouder Willem V, gehuwd met Wilhelmina van Pruisen (1751-1820)

Anna gaf haar kinderen een muzikale opvoeding en liet ze inenten tegen de pokken, destijds een nieuwigheid. Anna van Hannover zette in 1751 een naturaliënkabinet op voor haar vierjarige zoon Willem Batavus. Het kabinet, beheerd door Arnout Vosmaer, verkreeg grote bekendheid en werd bezocht door diverse geleerden uit binnen- en buitenland.
De prinses was scherpzinnig, doortastend en ook een harde werker. Zij was de belangrijkste politiek adviseur van haar man en overlegde met Daniël Raap, een van de doelisten, en nam zelfs politieke beslissingen voor haar later door ziekten ernstig verzwakte echtgenoot. Zij was contactpersoon voor de orangisten en voor Engelse gezanten.

### Regentes / "gouvernante"
Bij de dood van Willem IV in 1751 was diens opvolger Willem Batavus nog te jong, zodat Anna tot 1759 regentes werd namens de nieuwe erfstadhouder met als wat vreemde titel gouvernante.
Zij kreeg alle functies die bij het stadhouderschap hoorden op zich, met uitzondering van de militaire. Deze werden waargenomen door haar oom hertog Lodewijk Ernst van Brunswijk. De regenten van de steden in Holland wilden terug naar een Stadhouderloos Tijdperk, waardoor Anna veel tegenwerking kreeg. Zij voerde een jarenlange strijd met de stad Haarlem over de burgemeestersbenoemingen. Ook met de Staten-Generaal kreeg zij diverse conflicten, onder andere over de militaire modernisering en versterking van de Republiek, die zij voorstond. Ook was er een conflict over het huwelijk van haar dochter Carolina met de lutheraanse Karel Christiaan van Nassau-Weilburg.
Anna leunde tot 1759 sterk op opperstalmeester Douwe Sirtema van Grovestins. Anna kon niet goed overweg met haar vader George II van Groot-Brittannië en schoonmoeder Maria Louise van Hessen-Kassel, en ze had zo haar twijfels bij de aanstelling van haar oom hertog Lodewijk Ernst van Brunswijk. Ze zocht daarom bescherming bij genoemde Douwe Sirtema van Grovestins, die haar dagelijks bezocht.
De prinses werd omschreven als grillig, vreemd, heftig, trots, heerszuchtig, vals, dwaas en ijdel en er werden pogingen ondernomen de hertog als stadhouder te benoemen want prinses Anna, die als absolutistisch en willekeurig bekendstond, zou beïnvloed worden door de Friese 'cabaal'.

### Overlijden
Anna van Hannover stierf in 's-Gravenhage op 12 januari 1759 en werd op 23 februari 1759 op grootse wijze bijgezet in de Grafkelder van Oranje-Nassau in de Nieuwe Kerk te Delft. Hertog Lodewijk Ernst van Brunswijk nam de opvoeding van erfstadhouder Willem V op zich tot zijn meerderjarigheid in 1766.

## Muziek

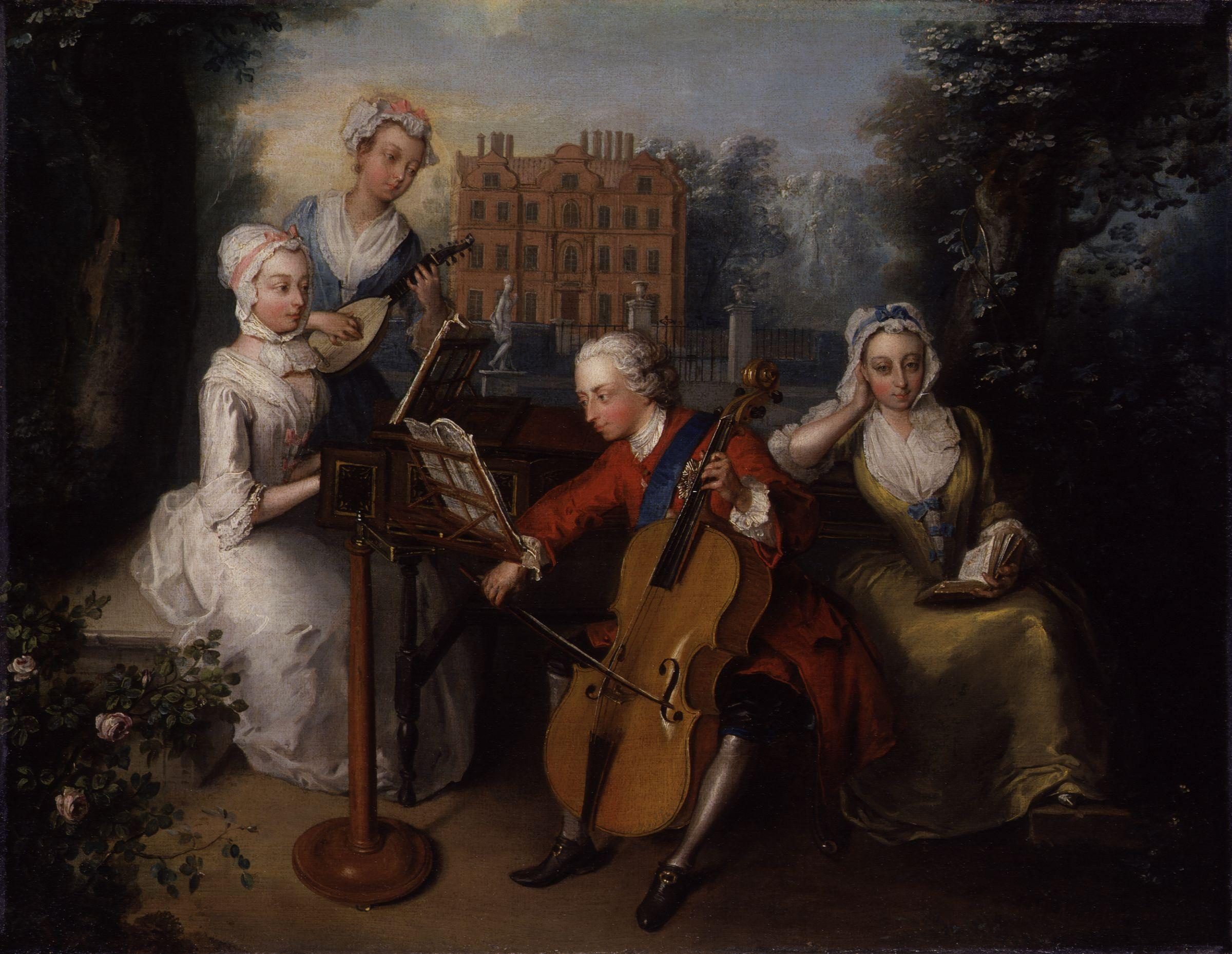
Een muzikaal portret van Frederick, "Prince of Wales" en zijn zusters door Philip Mercier, (1733), met Kew Palace op de achtergrond.

Anna had in Londen vele jaren muziekles gehad van Händel (zang, klavecimbel en theorie) en is, naar Händels eigen zeggen, zijn meest veelbelovende leerling geweest. Zij was betrokken in een heftig conflict met haar broer kroonprins Frederik over haar steun vanuit Nederland aan Händels opera-ondernemingen ('Academies').
In 1734, niet lang na haar vertrek naar Nederland ging zij terug naar Londen om onder andere drie keer een uitvoering van G.F. Händels opera Il pastor fido (HWV 8a) bij te wonen. De opvoering van Poro (HWV 28) werd afgelast, toen in Londen bekend werd dat zij een miskraam had gehad.
Vanaf haar vestiging in Nederland – aanvankelijk in Leeuwarden, later in Den Haag – ontplooide de prinses veel, in sommige perioden zelfs uitzonderlijk veel muzikale activiteiten. Volgens de Groningse musicus Jacob Wilhelm Lustig waren er perioden waarin de prinses elke avond concerten liet geven, waarin minstens twee uur muziek werd gemaakt door de hofmusici. Het waren gelegenheden waaraan zij soms zelf deelnam o.a. als klaveciniste.
Ook bekostigde ze uit eigen middelen een nieuw orgel voor de Waalse kerk van Leeuwarden (1740) dat daarin tot op de dag van vandaag prijkt.
In 1750 nodigde ze Händel uit om naar de Republiek te komen.
Prinses Anna beschikte over grote kunstzinnige talenten, zij zong en speelde niet alleen op klavecimbel en op dwarsfluit maar heeft vermoedelijk ook gecomponeerd. Zij moet over een enorme muziekbibliotheek hebben beschikt, waarvan echter maar twee boeken bewaard zijn gebleven; een handgeschreven bundel met instrumentale bewerkingen van aria's uit opera's van Händel en een gedrukt luitboek.

## Schilderkunst
Anna van Hannover beschikte over een opvallend schilderstalent. Een zelfportret bleef bewaard en hangt in het Koninklijk Huisarchief in Den Haag. Een aantal kopieën van schilderijen van Nederlandse Oranjes worden aan haar toegeschreven.

## Correspondentie
Anna schreef vele brieven. Met de Pruisische kroonprins, de latere koning Frederik de Grote, die haar en haar echtgenoot in 1738 bezocht in zomerresidentie Paleis Soestdijk, onderhield zij een levendige correspondentie voornamelijk over muzikale onderwerpen. In een brief aan Voltaire, volgend op het zomerse bezoek aan het echtpaar, roemde Frederik de Grote de levensbeschouwelijke en filosofische diepzinnigheid van de prinses en haar man.

## Kwartierstaat (voorouders)
| Ernst August van Brunswijk-Lüneburg (1629-1698) | Ernst August van Brunswijk-Lüneburg (1629-1698) | Ernst August van Brunswijk-Lüneburg (1629-1698) | Ernst August van Brunswijk-Lüneburg (1629-1698) | Ernst August van Brunswijk-Lüneburg (1629-1698) | Ernst August van Brunswijk-Lüneburg (1629-1698) | Sophia van de Palts (1630-1714)           | Sophia van de Palts (1630-1714)           | Sophia van de Palts (1630-1714)           | Sophia van de Palts (1630-1714)           | Sophia van de Palts (1630-1714)            | Sophia van de Palts (1630-1714)            |                                            |                                            | George Willem van Brunswijk-Lüneburg (1624-1705) | George Willem van Brunswijk-Lüneburg (1624-1705) | George Willem van Brunswijk-Lüneburg (1624-1705) | George Willem van Brunswijk-Lüneburg (1624-1705) | George Willem van Brunswijk-Lüneburg (1624-1705) | George Willem van Brunswijk-Lüneburg (1624-1705) | Eleonora van Olbreuze (1639-1722)      | Eleonora van Olbreuze (1639-1722)      | Eleonora van Olbreuze (1639-1722) | Eleonora van Olbreuze (1639-1722) | Eleonora van Olbreuze (1639-1722) | Eleonora van Olbreuze (1639-1722) |                                   |                                   | Albrecht van Brandenburg-Ansbach (1620-1667) | Albrecht van Brandenburg-Ansbach (1620-1667) | Albrecht van Brandenburg-Ansbach (1620-1667) | Albrecht van Brandenburg-Ansbach (1620-1667) | Albrecht van Brandenburg-Ansbach (1620-1667)       | Albrecht van Brandenburg-Ansbach (1620-1667)       | Sophie Margrete van Oettingen-Oettingen (1634-1664) | Sophie Margrete van Oettingen-Oettingen (1634-1664) | Sophie Margrete van Oettingen-Oettingen (1634-1664) | Sophie Margrete van Oettingen-Oettingen (1634-1664) | Sophie Margrete van Oettingen-Oettingen (1634-1664) | Sophie Margrete van Oettingen-Oettingen (1634-1664) |                                              |                                              | Johan George I van Saksen-Eisenach (1634-1686) | Johan George I van Saksen-Eisenach (1634-1686) | Johan George I van Saksen-Eisenach (1634-1686)           | Johan George I van Saksen-Eisenach (1634-1686)           | Johan George I van Saksen-Eisenach (1634-1686)           | Johan George I van Saksen-Eisenach (1634-1686)           | Johannetta van Sayn-Wittgenstein (1632-1701)             | Johannetta van Sayn-Wittgenstein (1632-1701)             | Johannetta van Sayn-Wittgenstein (1632-1701) | Johannetta van Sayn-Wittgenstein (1632-1701) | Johannetta van Sayn-Wittgenstein (1632-1701) | Johannetta van Sayn-Wittgenstein (1632-1701) |  |  |  |  |  |  |  |  |  |  |  |  |  |  |  |  |  |  |  |  |  |  |  |  |  |  |  |  |  |  |  |  |  |  |  |  |  |  |  |  |  |  |  |  |  |  |  |  |
| Ernst August van Brunswijk-Lüneburg (1629-1698) | Ernst August van Brunswijk-Lüneburg (1629-1698) | Ernst August van Brunswijk-Lüneburg (1629-1698) | Ernst August van Brunswijk-Lüneburg (1629-1698) | Ernst August van Brunswijk-Lüneburg (1629-1698) | Ernst August van Brunswijk-Lüneburg (1629-1698) | Sophia van de Palts (1630-1714)           | Sophia van de Palts (1630-1714)           | Sophia van de Palts (1630-1714)           | Sophia van de Palts (1630-1714)           | Sophia van de Palts (1630-1714)            | Sophia van de Palts (1630-1714)            |                                            |                                            | George Willem van Brunswijk-Lüneburg (1624-1705) | George Willem van Brunswijk-Lüneburg (1624-1705) | George Willem van Brunswijk-Lüneburg (1624-1705) | George Willem van Brunswijk-Lüneburg (1624-1705) | George Willem van Brunswijk-Lüneburg (1624-1705) | George Willem van Brunswijk-Lüneburg (1624-1705) | Eleonora van Olbreuze (1639-1722)      | Eleonora van Olbreuze (1639-1722)      | Eleonora van Olbreuze (1639-1722) | Eleonora van Olbreuze (1639-1722) | Eleonora van Olbreuze (1639-1722) | Eleonora van Olbreuze (1639-1722) |                                   |                                   | Albrecht van Brandenburg-Ansbach (1620-1667) | Albrecht van Brandenburg-Ansbach (1620-1667) | Albrecht van Brandenburg-Ansbach (1620-1667) | Albrecht van Brandenburg-Ansbach (1620-1667) | Albrecht van Brandenburg-Ansbach (1620-1667)       | Albrecht van Brandenburg-Ansbach (1620-1667)       | Sophie Margrete van Oettingen-Oettingen (1634-1664) | Sophie Margrete van Oettingen-Oettingen (1634-1664) | Sophie Margrete van Oettingen-Oettingen (1634-1664) | Sophie Margrete van Oettingen-Oettingen (1634-1664) | Sophie Margrete van Oettingen-Oettingen (1634-1664) | Sophie Margrete van Oettingen-Oettingen (1634-1664) |                                              |                                              | Johan George I van Saksen-Eisenach (1634-1686) | Johan George I van Saksen-Eisenach (1634-1686) | Johan George I van Saksen-Eisenach (1634-1686)           | Johan George I van Saksen-Eisenach (1634-1686)           | Johan George I van Saksen-Eisenach (1634-1686)           | Johan George I van Saksen-Eisenach (1634-1686)           | Johannetta van Sayn-Wittgenstein (1632-1701)             | Johannetta van Sayn-Wittgenstein (1632-1701)             | Johannetta van Sayn-Wittgenstein (1632-1701) | Johannetta van Sayn-Wittgenstein (1632-1701) | Johannetta van Sayn-Wittgenstein (1632-1701) | Johannetta van Sayn-Wittgenstein (1632-1701) |  |  |  |  |  |  |  |  |  |  |  |  |  |  |  |  |  |  |  |  |  |  |  |  |  |  |  |  |  |  |  |  |  |  |  |  |  |  |  |  |  |  |  |  |  |  |  |  |
|                                                 |                                                 |                                                 |                                                 |                                                 |                                                 |                                           |                                           |                                           |                                           |                                            |                                            |                                            |                                            |                                                  |                                                  |                                                  |                                                  |                                                  |                                                  |                                        |                                        |                                   |                                   |                                   |                                   |                                   |                                   |                                              |                                              |                                              |                                              |                                                    |                                                    |                                                     |                                                     |                                                     |                                                     |                                                     |                                                     |                                              |                                              |                                                |                                                |                                                          |                                                          |                                                          |                                                          |                                                          |                                                          |                                              |                                              |                                              |                                              |  |  |  |  |  |  |  |  |  |  |  |  |  |  |  |  |  |  |  |  |  |  |  |  |  |  |  |  |  |  |  |  |  |  |  |  |  |  |  |  |  |  |  |  |  |  |  |  |
|                                                 |                                                 |                                                 |                                                 | George I van Groot-Brittannië (1660-1727)       | George I van Groot-Brittannië (1660-1727)       | George I van Groot-Brittannië (1660-1727) | George I van Groot-Brittannië (1660-1727) | George I van Groot-Brittannië (1660-1727) | George I van Groot-Brittannië (1660-1727) |                                            |                                            |                                            |                                            |                                                  |                                                  | Sophia Dorothea van Celle (1666–1727)            | Sophia Dorothea van Celle (1666–1727)            | Sophia Dorothea van Celle (1666–1727)            | Sophia Dorothea van Celle (1666–1727)            | Sophia Dorothea van Celle (1666–1727)  | Sophia Dorothea van Celle (1666–1727)  |                                   |                                   |                                   |                                   |                                   |                                   |                                              |                                              |                                              |                                              | Johan Frederik van Brandenburg-Ansbach (1654-1686) | Johan Frederik van Brandenburg-Ansbach (1654-1686) | Johan Frederik van Brandenburg-Ansbach (1654-1686)  | Johan Frederik van Brandenburg-Ansbach (1654-1686)  | Johan Frederik van Brandenburg-Ansbach (1654-1686)  | Johan Frederik van Brandenburg-Ansbach (1654-1686)  |                                                     |                                                     |                                              |                                              |                                                |                                                | Eleonora Erdmuthe Louisa van Saksen-Eisenach (1662-1696) | Eleonora Erdmuthe Louisa van Saksen-Eisenach (1662-1696) | Eleonora Erdmuthe Louisa van Saksen-Eisenach (1662-1696) | Eleonora Erdmuthe Louisa van Saksen-Eisenach (1662-1696) | Eleonora Erdmuthe Louisa van Saksen-Eisenach (1662-1696) | Eleonora Erdmuthe Louisa van Saksen-Eisenach (1662-1696) |                                              |                                              |                                              |                                              |  |  |  |  |  |  |  |  |  |  |  |  |  |  |  |  |  |  |  |  |  |  |  |  |  |  |  |  |  |  |  |  |  |  |  |  |  |  |  |  |  |  |  |  |  |  |  |  |
|                                                 |                                                 |                                                 |                                                 | George I van Groot-Brittannië (1660-1727)       | George I van Groot-Brittannië (1660-1727)       | George I van Groot-Brittannië (1660-1727) | George I van Groot-Brittannië (1660-1727) | George I van Groot-Brittannië (1660-1727) | George I van Groot-Brittannië (1660-1727) |                                            |                                            |                                            |                                            |                                                  |                                                  | Sophia Dorothea van Celle (1666–1727)            | Sophia Dorothea van Celle (1666–1727)            | Sophia Dorothea van Celle (1666–1727)            | Sophia Dorothea van Celle (1666–1727)            | Sophia Dorothea van Celle (1666–1727)  | Sophia Dorothea van Celle (1666–1727)  |                                   |                                   |                                   |                                   |                                   |                                   |                                              |                                              |                                              |                                              | Johan Frederik van Brandenburg-Ansbach (1654-1686) | Johan Frederik van Brandenburg-Ansbach (1654-1686) | Johan Frederik van Brandenburg-Ansbach (1654-1686)  | Johan Frederik van Brandenburg-Ansbach (1654-1686)  | Johan Frederik van Brandenburg-Ansbach (1654-1686)  | Johan Frederik van Brandenburg-Ansbach (1654-1686)  |                                                     |                                                     |                                              |                                              |                                                |                                                | Eleonora Erdmuthe Louisa van Saksen-Eisenach (1662-1696) | Eleonora Erdmuthe Louisa van Saksen-Eisenach (1662-1696) | Eleonora Erdmuthe Louisa van Saksen-Eisenach (1662-1696) | Eleonora Erdmuthe Louisa van Saksen-Eisenach (1662-1696) | Eleonora Erdmuthe Louisa van Saksen-Eisenach (1662-1696) | Eleonora Erdmuthe Louisa van Saksen-Eisenach (1662-1696) |                                              |                                              |                                              |                                              |  |  |  |  |  |  |  |  |  |  |  |  |  |  |  |  |  |  |  |  |  |  |  |  |  |  |  |  |  |  |  |  |  |  |  |  |  |  |  |  |  |  |  |  |  |  |  |  |
|                                                 |                                                 |                                                 |                                                 |                                                 |                                                 |                                           |                                           |                                           |                                           | George II van Groot-Brittannië (1683-1760) | George II van Groot-Brittannië (1683-1760) | George II van Groot-Brittannië (1683-1760) | George II van Groot-Brittannië (1683-1760) | George II van Groot-Brittannië (1683-1760)       | George II van Groot-Brittannië (1683-1760)       |                                                  |                                                  |                                                  |                                                  |                                        |                                        |                                   |                                   |                                   |                                   |                                   |                                   |                                              |                                              |                                              |                                              |                                                    |                                                    |                                                     |                                                     |                                                     |                                                     | Caroline van Brandenburg-Ansbach (1683-1737)        | Caroline van Brandenburg-Ansbach (1683-1737)        | Caroline van Brandenburg-Ansbach (1683-1737) | Caroline van Brandenburg-Ansbach (1683-1737) | Caroline van Brandenburg-Ansbach (1683-1737)   | Caroline van Brandenburg-Ansbach (1683-1737)   |                                                          |                                                          |                                                          |                                                          |                                                          |                                                          |                                              |                                              |                                              |                                              |  |  |  |  |  |  |  |  |  |  |  |  |  |  |  |  |  |  |  |  |  |  |  |  |  |  |  |  |  |  |  |  |  |  |  |  |  |  |  |  |  |  |  |  |  |  |  |  |
|                                                 |                                                 |                                                 |                                                 |                                                 |                                                 |                                           |                                           |                                           |                                           | George II van Groot-Brittannië (1683-1760) | George II van Groot-Brittannië (1683-1760) | George II van Groot-Brittannië (1683-1760) | George II van Groot-Brittannië (1683-1760) | George II van Groot-Brittannië (1683-1760)       | George II van Groot-Brittannië (1683-1760)       |                                                  |                                                  |                                                  |                                                  |                                        |                                        |                                   |                                   |                                   |                                   |                                   |                                   |                                              |                                              |                                              |                                              |                                                    |                                                    |                                                     |                                                     |                                                     |                                                     | Caroline van Brandenburg-Ansbach (1683-1737)        | Caroline van Brandenburg-Ansbach (1683-1737)        | Caroline van Brandenburg-Ansbach (1683-1737) | Caroline van Brandenburg-Ansbach (1683-1737) | Caroline van Brandenburg-Ansbach (1683-1737)   | Caroline van Brandenburg-Ansbach (1683-1737)   |                                                          |                                                          |                                                          |                                                          |                                                          |                                                          |                                              |                                              |                                              |                                              |  |  |  |  |  |  |  |  |  |  |  |  |  |  |  |  |  |  |  |  |  |  |  |  |  |  |  |  |  |  |  |  |  |  |  |  |  |  |  |  |  |  |  |  |  |  |  |  |
|                                                 |                                                 |                                                 |                                                 |                                                 |                                                 |                                           |                                           |                                           |                                           |                                            |                                            |                                            |                                            |                                                  |                                                  |                                                  |                                                  |                                                  |                                                  |                                        |                                        |                                   |                                   |                                   |                                   |                                   |                                   |                                              |                                              |                                              |                                              |                                                    |                                                    |                                                     |                                                     |                                                     |                                                     |                                                     |                                                     |                                              |                                              |                                                |                                                |                                                          |                                                          |                                                          |                                                          |                                                          |                                                          |                                              |                                              |                                              |                                              |  |  |  |  |  |  |  |  |  |  |  |  |  |  |  |  |  |  |  |  |  |  |  |  |  |  |  |  |  |  |  |  |  |  |  |  |  |  |  |  |  |  |  |  |  |  |  |  |
|                                                 |                                                 |                                                 |                                                 |                                                 |                                                 |                                           |                                           |                                           |                                           |                                            |                                            |                                            |                                            |                                                  |                                                  |                                                  |                                                  |                                                  |                                                  |                                        |                                        |                                   |                                   |                                   |                                   |                                   |                                   |                                              |                                              |                                              |                                              |                                                    |                                                    |                                                     |                                                     |                                                     |                                                     |                                                     |                                                     |                                              |                                              |                                                |                                                |                                                          |                                                          |                                                          |                                                          |                                                          |                                                          |                                              |                                              |                                              |                                              |  |  |  |  |  |  |  |  |  |  |  |  |  |  |  |  |  |  |  |  |  |  |  |  |  |  |  |  |  |  |  |  |  |  |  |  |  |  |  |  |  |  |  |  |  |  |  |  |
| Frederik van Groot-Brittannië (1707-1751)       | Frederik van Groot-Brittannië (1707-1751)       | Frederik van Groot-Brittannië (1707-1751)       | Frederik van Groot-Brittannië (1707-1751)       | Frederik van Groot-Brittannië (1707-1751)       | Frederik van Groot-Brittannië (1707-1751)       |                                           |                                           | Anna van Hannover (1709-1759)             | Anna van Hannover (1709-1759)             | Anna van Hannover (1709-1759)              | Anna van Hannover (1709-1759)              | Anna van Hannover (1709-1759)              | Anna van Hannover (1709-1759)              |                                                  |                                                  | Amelia Sophia van Hannover (1711-1786)           | Amelia Sophia van Hannover (1711-1786)           | Amelia Sophia van Hannover (1711-1786)           | Amelia Sophia van Hannover (1711-1786)           | Amelia Sophia van Hannover (1711-1786) | Amelia Sophia van Hannover (1711-1786) |                                   |                                   | Carolina van Hannover (1713-1757) | Carolina van Hannover (1713-1757) | Carolina van Hannover (1713-1757) | Carolina van Hannover (1713-1757) | Carolina van Hannover (1713-1757)            | Carolina van Hannover (1713-1757)            |                                              |                                              | Willem van Cumberland (1721-1765)                  | Willem van Cumberland (1721-1765)                  | Willem van Cumberland (1721-1765)                   | Willem van Cumberland (1721-1765)                   | Willem van Cumberland (1721-1765)                   | Willem van Cumberland (1721-1765)                   |                                                     |                                                     | Maria van Hannover (1723-1772)               | Maria van Hannover (1723-1772)               | Maria van Hannover (1723-1772)                 | Maria van Hannover (1723-1772)                 | Maria van Hannover (1723-1772)                           | Maria van Hannover (1723-1772)                           |                                                          |                                                          | Louise van Hannover (1724-1751)                          | Louise van Hannover (1724-1751)                          | Louise van Hannover (1724-1751)              | Louise van Hannover (1724-1751)              | Louise van Hannover (1724-1751)              | Louise van Hannover (1724-1751)              |  |  |  |  |  |  |  |  |  |  |  |  |  |  |  |  |  |  |  |  |  |  |  |  |  |  |  |  |  |  |  |  |  |  |  |  |  |  |  |  |  |  |  |  |  |  |  |  |

- Biblioteca Nacional de España: XX5429313
- Bibliothèque nationale de France: cb124577839 (data)
- Biografisch Portaal: 42985432
- Digitale Bibliotheek voor de Nederlandse Letteren: anna003
- Gemeinsame Normdatei: 119237547
- International Standard Name Identifier: 0000 0000 1368 7324
- Library of Congress Control Number: nr92031918
- Nationale Bibliotheek van Israël: 987007439718505171
- Nederlandse Thesaurus van Auteursnamen: 071925309
- Réseau des bibliothèques de Suisse occidentale: 02-A027526614
- RKD-Nederlands Instituut voor Kunstgeschiedenis: 267120
- Système universitaire de documentation: 248611321
- Virtual International Authority File: 30342364
- WorldCat: E39PBJvHhdX8KGYgwWC8H3xdQq